# Kościół pijarów w Krems an der Donau
Kościół pijarów (niem. Piaristenkirche), znany również jako Frauenbergkirche – rzymskokatolicka, późnogotycka świątynia, znajdująca się w austriackim mieście Krems an der Donau.

## Historia
Budynek, który przed wzniesieniem obecnej świątyni stał w tym miejscu, był najstarszym obiektem sakralnym w mieście. Pierwsza wzmianka o nim pochodzi z roku 1014. W XV wieku rozpoczęto przebudowę w stylu późnogotyckim, w 1457 poświęcono prezbiterium, konsekracja całej świątyni miała miejsce w roku 1508. W okresie reformacji budynek przeszedł w ręce protestantów, lecz w 1616 hrabia Michał Adolf von Althann, po dokonaniu konwersji na katolicyzm, przekazał go jezuitom, którzy w 1752 wznieśli przy nim kolegium. W 1773 doszło do kasaty Towarzystwa Jezusowego, a kompleks po 3 latach przekazano pijarom. W 1871 uczelnię oddano państwu po odrzuceniu przez zakon reformy systemu oświaty. Do XX wieku w wieży mieściło się mieszkanie miejskiego strażnika i z tego powodu do dziś jest ona własnością miasta.

## Architektura i wyposażenie
Kościół trójnawowy, halowy, wzniesiony w stylu późnogotyckim. Zachodnia elewacja i wieża pamiętają czasy romańskie. Barokowe wyposażenie wnętrza powstało w XVIII wieku w warsztacie Martina Johanna Schmidta, który wykonał również obraz Wniebowzięcia Najświętszej Maryi Panny, znajdujący się w ołtarzu głównym autorstwa Josefa Matthiasa Götza.
Na wieży wisi dzwon z ludwisarni Mathiasa Priningera z 1702 roku, o wadze 5016 kg, średnicy 208 cm i tonie g0. Napędzany jest ręcznie przez czterech dzwonników.

## Galeria

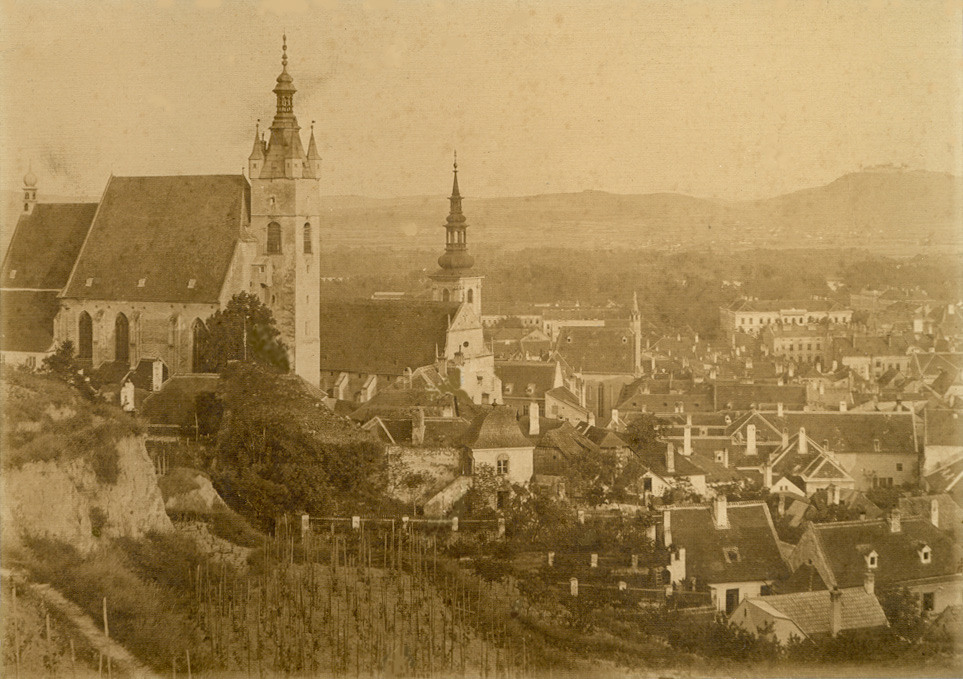
Widok z początku XX wieku
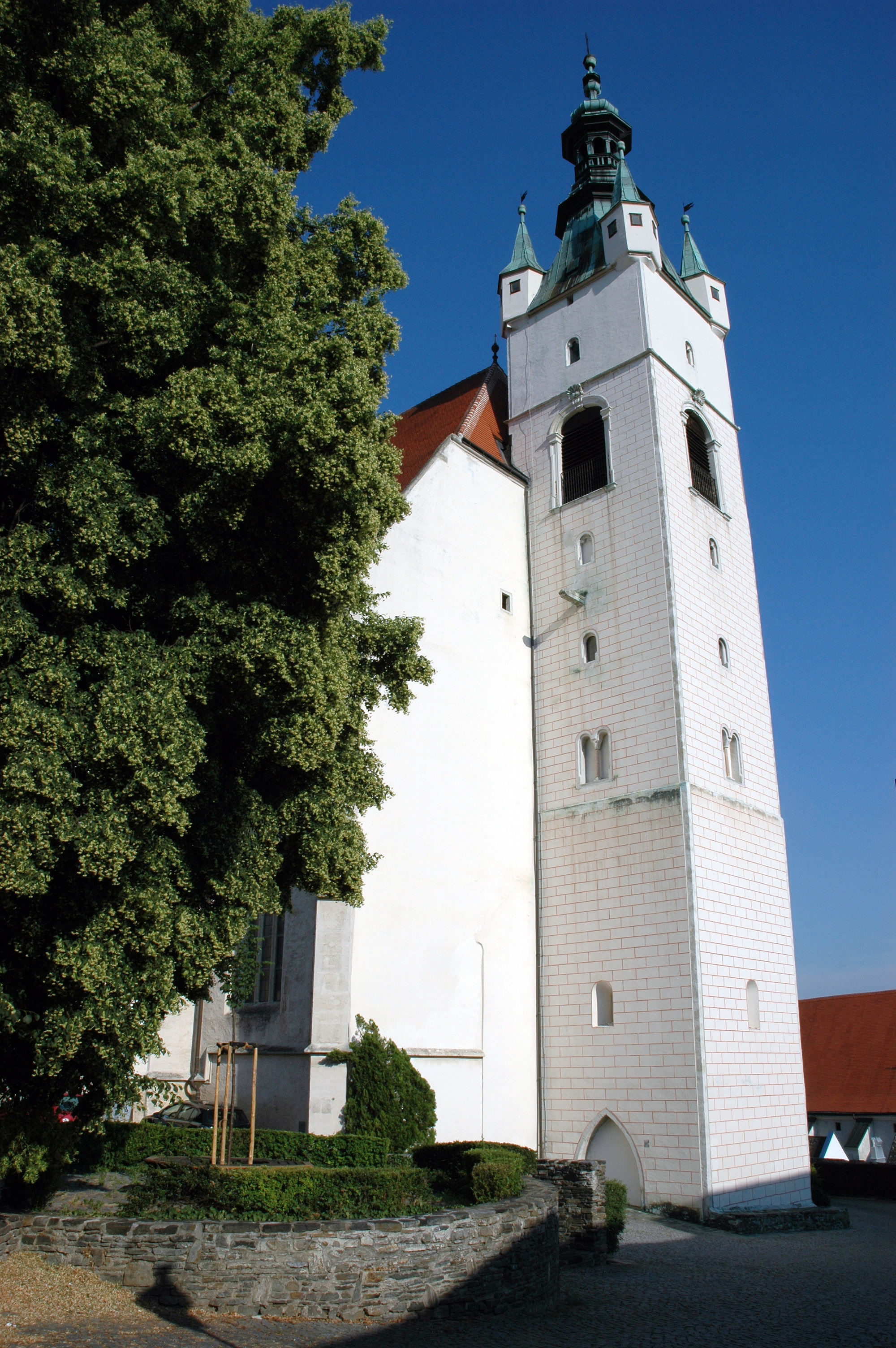
Wieża
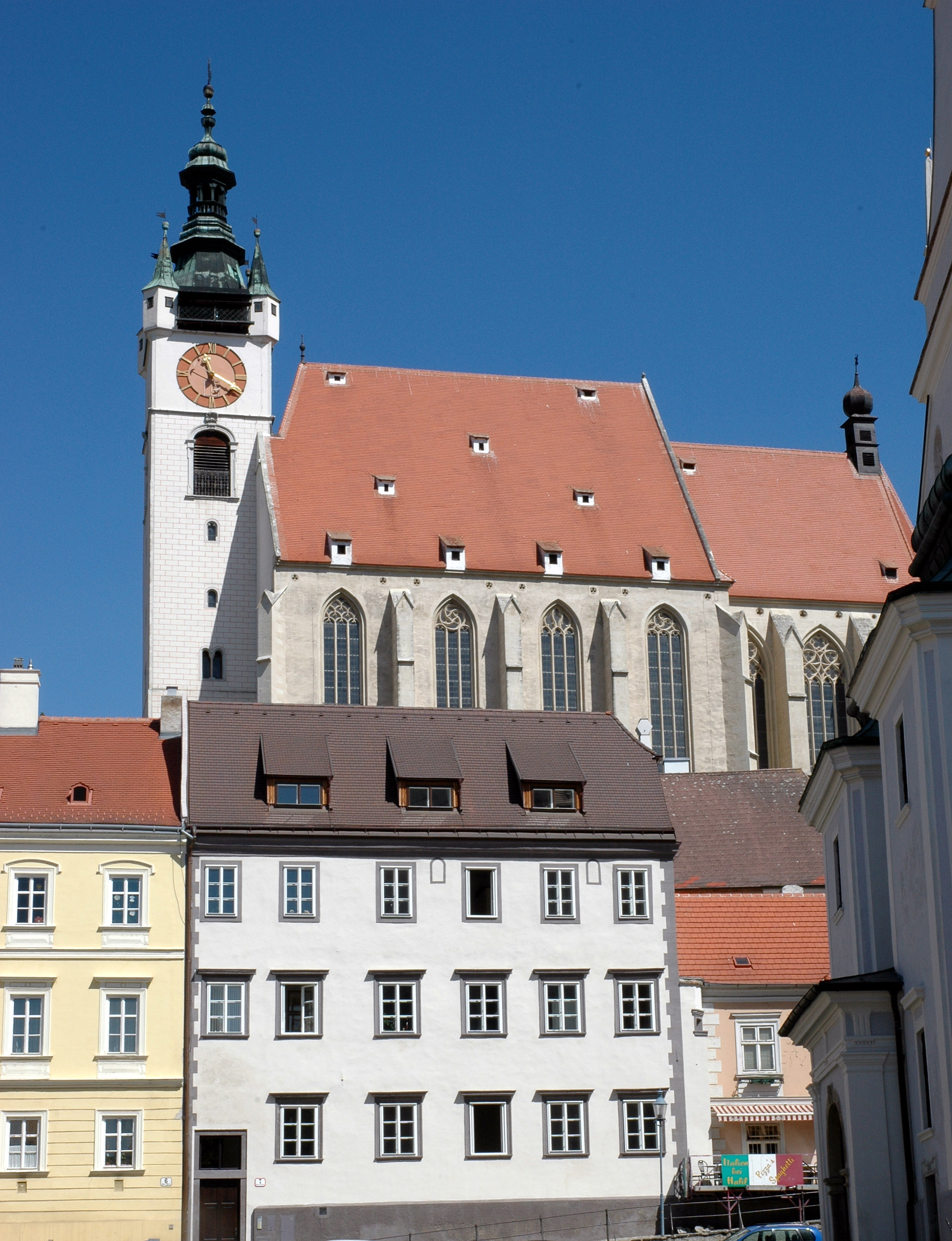
Widok z południa
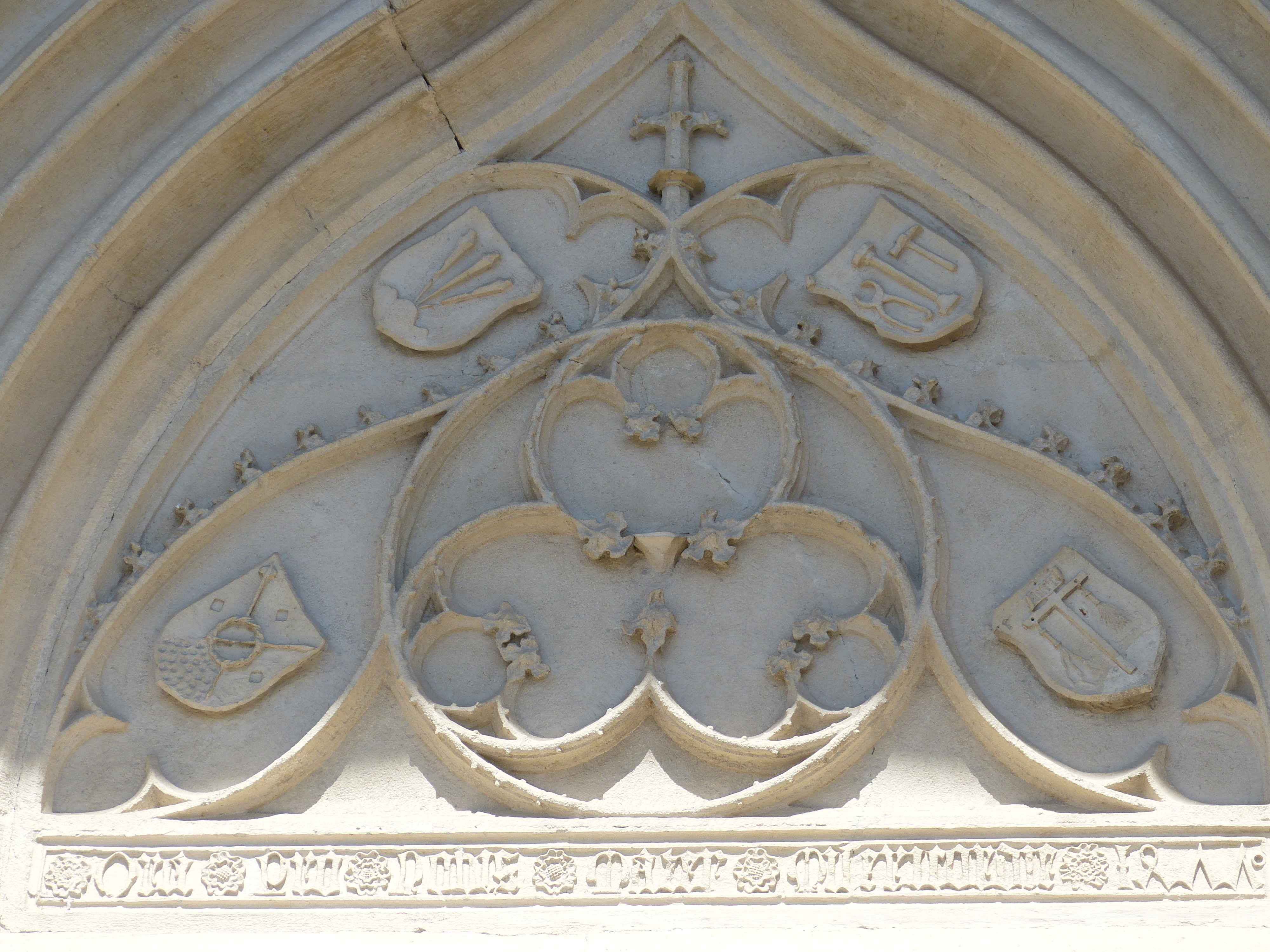
Tympanon portalu
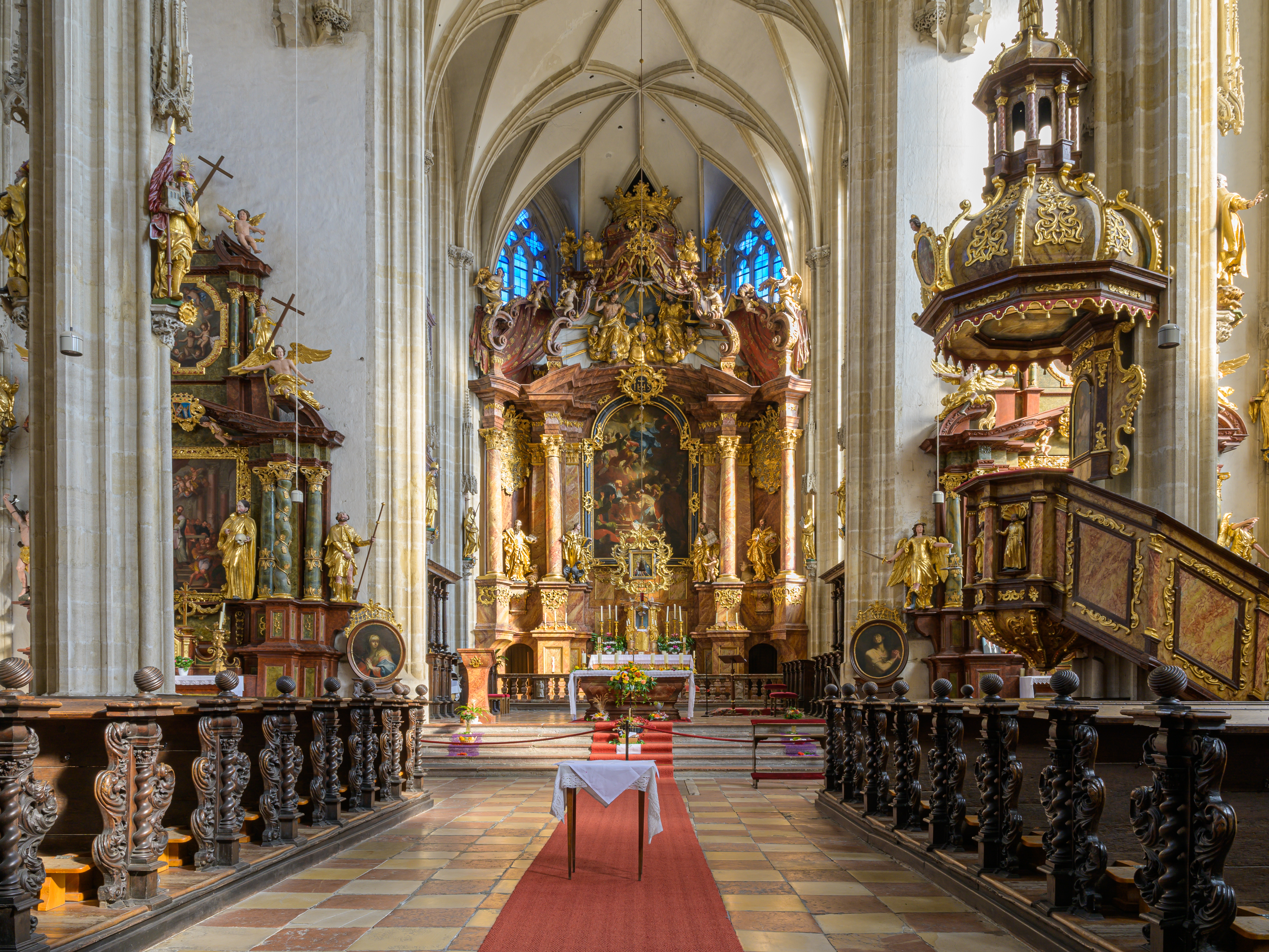
Wnętrze
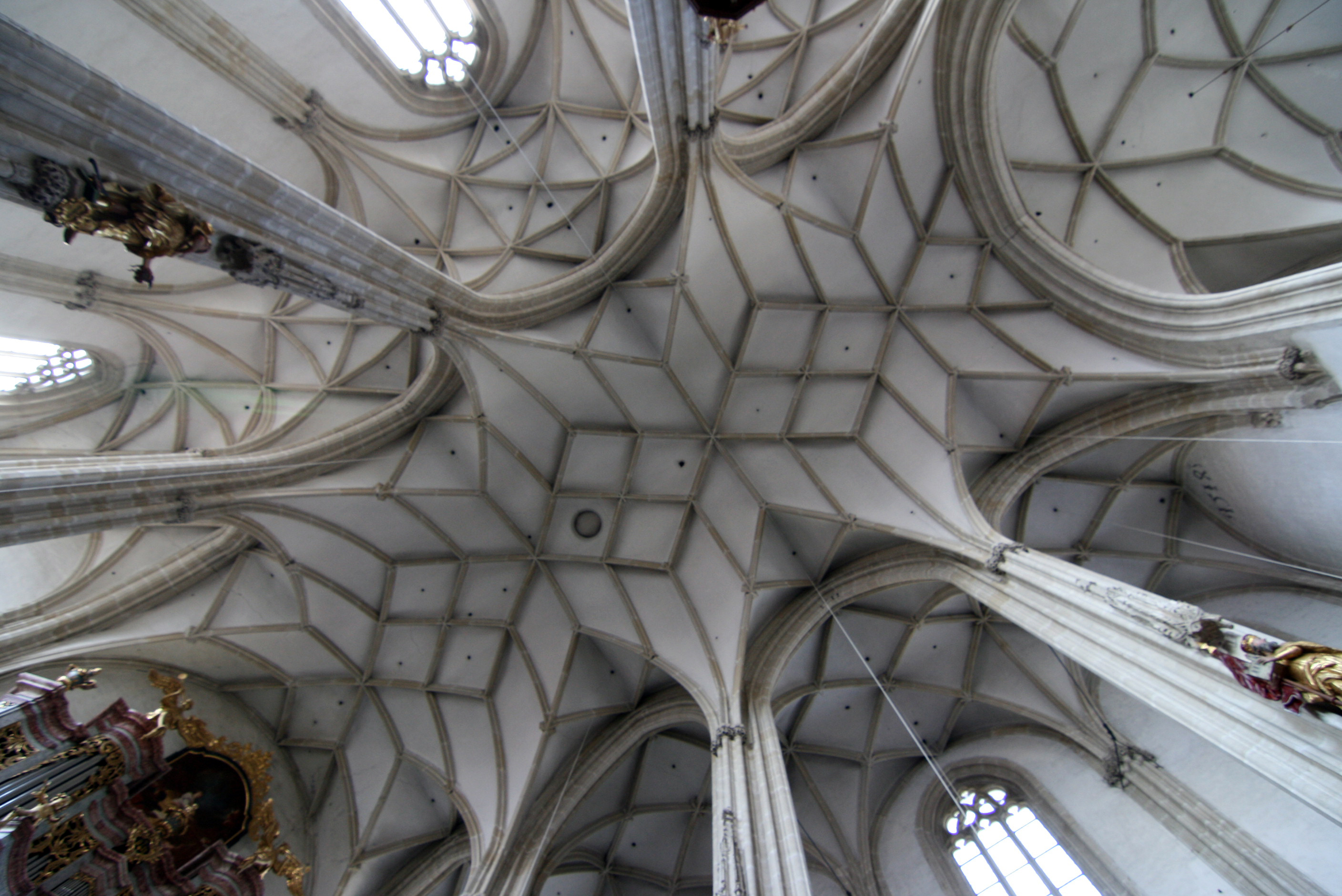
Sklepienie
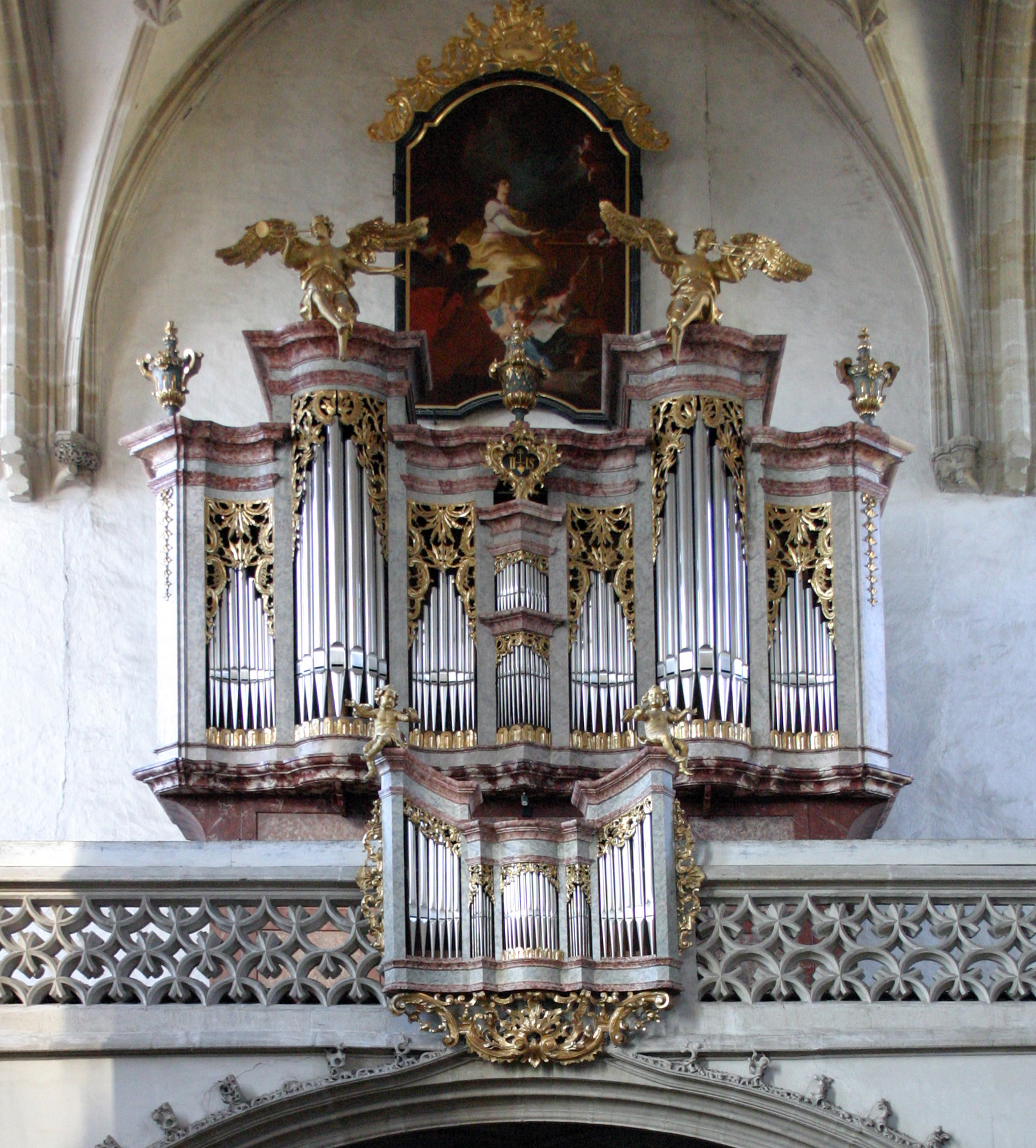
Organy
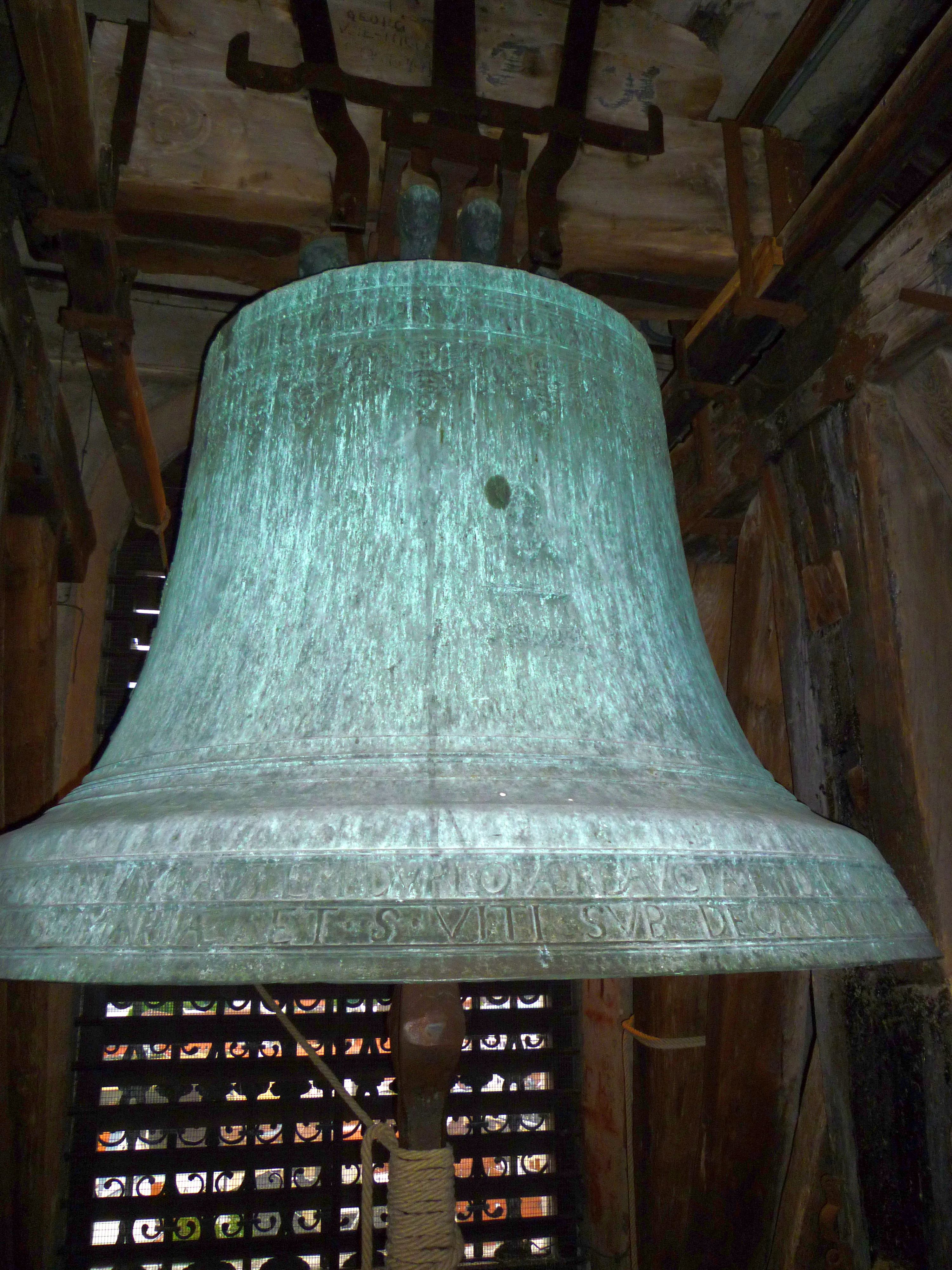
5-tonowy dzwon